# Erpobdella lahontana
Erpobdella lahontana är en ringmaskart som beskrevs av Hovingh och Walter Klemm 1999. Erpobdella lahontana ingår i släktet Erpobdella och familjen hundiglar. Inga underarter finns listade i Catalogue of Life.